# Steyr-Daimler-Puch
Steyr-Daimler-Puch — австро-венгерская и австрийская компания, существовавшая в 1864—2001 годах, занимавшаяся производством огнестрельного оружия, военной техники, автомобилей, велосипедов, мотоциклов и самолетов. Штаб-квартира находилась в городе Штайр. В 2001 году компания прекратила производство автомобилей.

## Основание
В 1864 году братья Йозеф и Франц Верндли создали оружейную компанию Josef und Franz Werndl & Comp., Waffenfabrik und Sägemühl. Они были сыновьями оружейника Леопольда Верндля, через 5 лет сделали свой семейный бизнес акционерным обществом и переименовали фирму в Oesterreichische Waffenfabriks-Gesellschaft. Вскоре фирма прославилась своими качественными винтовками, в 1894 году стала производить и велосипеды под маркой Waffenrad.

## Начало производства автомобилей
В начале XX века фирма по-прежнему занималась производством винтовок и боеприпасов. В 1915 году, когда уже шла Первая мировая война, руководство фирмы поняло, что, когда война кончится, спрос на вооружение упадёт, а одни велосипеды не смогут обеспечить рентабельность, поэтому решило заняться производством автомобилей. Выбор пал на 38-летнего Ганса Ледвинку, который работал в фирме Nesselsdorfer-Wagenbau (будущая «Татра»).
Он сконструировал Steyr I с рядным 6-цилиндровым двигателем под капотом, однако машину не удалось запустить в серию, и первым серийным автомобилем компании стал Steyr II, ставший дальнейшим развитием конструкции прототипа. Машина имела тот же 6-цилиндровый двигатель объёмом 3,3 л и мощность 40 л. с. Автомобиль, который из-за его «оружейного» происхождения называли «Waffenauto» («оружейное авто»), имел характерную радиаторную решётку, которая напоминала решётки гоночных довоенных «Мерседесов». Этот автомобиль мог разогнаться до 100 км/ч.
В 1921 году Ледвинка решил расширить модельный ряд 4-цилиндровой и более дешёвой моделью, которая получила название Steyr IV 6/20PS с двигателем объёмом 1,8 л и мощностью 20 л. с.; позже появилась версия 7/23PS с 2-литровым двигателем. Эта модель, так же как и её более крупный вариант, комплектовалась 4-ступенчатой коробкой передач, которая была единым целым с блоком двигателя. Машина была способна разгоняться до 80 км/ч.
В 1922 году, желая закрепить успех модели II, Ледвинка создал спортивные укороченные варианты, которые успешно выступали в гонках; машина получила название VI 12/60PS, имела тот же двигатель объёмом 3,3 л, но мощность довели до 60 л. с. Вскоре появился ещё более мощный вариант с двигателем объёмом 4,9 л, мощность которого доходила до 145 л. с. Машина получила индекс VI Klausen Sport 19/145PS. Эти автомобили стали завоевывать призовые места на трассах Тарга Флорио, Клаусенпасс, Мугело, Авус и других. Всего выпустили 85 более слабых версий и 60 более мощных.
В это же время Ледвинка решил запустить в серию малолитражку с 2-цилиндровым двигателем воздушного охлаждения, с хребтовой рамой и независимой подвеской. Такая машина должна была стать доступной бедным слоям населения, но руководство посчитало, что фирма должна сосредоточиться на дорогих автомобилях, как минимум 4-цилиндровых, которые должны составить конкуренцию «Мерседесам». Между Ледвинкой и директорами возник конфликт, и Ледвинка со своими проектами ушёл к своему бывшему работодателю в фирму, которая ныне называется Ringhoffer Wagenwerke и находится в чешском городе Копривница; так появились автомобили марки «Татра».
В 1924 году завод переименовали в «Steyr Werke AG». Руководство поняло, что неправильно поступило, поссорившись с Ледвинкой, и отправило к нему делегатов для налаживания дружеских отношений, однако Ганс отверг предложение фирмы: несмотря на то, что «Steyr» предложила куда большую зарплату, Ледвинка не был намерен переходить с места на место, но пошёл на уступки, создав своё конструкторское бюро в городе Лиц и став техническим консультантом фирм «Tatra» и «Steyr».
При помощи Ледвинки в 1924 году модернизировали модель II, она получила индекс V. Машину слегка изменили, она обзавелась вторым радиатором и дополнительным топливным баком. Существенным изменением стала более широкая колея колёс. Машина находилась в производстве до 1925 года, когда ей на замену пришла модель VII 12/ 0PS — это была та же модель, только с увеличенной до 50 л. с. мощностью двигателя. Машина получила тормоза и на передние колеса. А вскоре 7-я модель стала первой машиной марки, которая обзавелась плоской радиаторной решёткой.
Между тем в том же 1925 году Антон Хонсиг, который был главным конструктором фирмы после ухода Ледвинки, с помощью последнего сконструировал малолитражную модель XII. Машина имела новые шасси с независимой задней подвеской конструкции Ледвинки, двигатель и коробка, так же, как и в больших моделях, являлись единым целым механизмом. Двигатель, который был 6-цилиндровым, имел объём в 1,6 л и мощность в 30 сил, он разгонял машину до 85 км/ч. Эта модель была хорошо принята и журналистами, и покупателям, в итоге за 3 года, что машина была в производстве, удалось продать более 11 000 автомобилей. В 1927 году «Steyr» официально ушла из гонок, но в 1928 году появились новые версии модели VII: 4 л — 15/80PS и 4,4 л — 17/100PS. Вместе с ними на рынке появилась модель XVI, которая имела новый 4-литровый двигатель, но, в отличие от спортивных версий, он имел мощность всего 70 л. с. За 2 года фирма продала всего 400 дорогих автомобилей этой модели.
В январе 1929 года в фирму, которая находилась на пике своей славы, на должность главного инженера пришёл Фердинанд Порше, к тому времени уже разошедшийся во взглядах с руководством «Мерседес-Бенц» и с радостью принявший предложение австрийской фирмы. Под его руководством был построен большой и роскошный автомобиль — Austria 21/100PS. Машина была представлена в 1929 году, её серийное производство должно было начаться в 1930 году. Машина рекламировалась как гордость не только фирмы, но и Австрии, поскольку автомобиль был 8-цилиндровым, с двигателем объёмом 5,3 л, имел мощность 100 л. с. Впервые на модели «Steyr» стоял уже не моноблочный двигатель, а двигатель со съёмными головками, задняя подвеска была независимой, тормоза фирмы «Локхид» были гидравлическими и действовали на все колёса. Однако к тому времени в мире уже начался экономический кризис (Великая депрессия), а фирме «Steyr» было указано «сверху» (главным акционером обеих компаний был австрийский банк Österreichische Credit-Anstalt) прийти на помощь фирме Austro-Daimler, которая должна уже имела в своей производственной программе 8-цилиндрическую модель ADR8. Построив всего 3 автомобиля модели «Австрия», фирме «Steyr» пришлось отказаться от своего флагмана. Оскорблённый Фердинанд Порше ушёл из компании и основал своё конструкторское бюро.
В том же 1929 году на смену модели XII пришла модель ХХ. Новая машина получила независимую заднюю подвеску и 2-литровый двигатель с мощностью 40 л. с.
Великая депрессия едва не привела к краху фирмы: в 1929 году она выпустила 5 000 автомобилей, но из-за большого количества нераспроданных авто в 1930 году завод за весь год произвёл всего 12 машин, из них 8 машин новой серии ХХХ, которую начал разрабатывать ещё Фердинанд Порше. Модель 30/ХХХ тоже начал конструировать Порше, но довёл до конца новый конструктор фирмы — Эншке. Это был автомобиль, который заменил серию ХХ, не пробывшую в производстве и года; двигатель имел объём 2,1 л и ту же мощность в 40 л. с., что и его предшественник, несмотря на то, что двигатель был построен с нижним распределительным валом; в отличие от автомобилей, которые ещё со времен Ледвинки имели верхний распределительный вал, этот двигатель имел такую новинку, как силуминовый картер и 8-опорный коленчатый вал. Внутри машина была хорошо оснащена, в базовом варианте были освещение салона, прикуриватель и пепельница. На базе этой модели были построены автомобили для такси — Steyr 30 Taxameter 45. В 1930 году, в самый разгар кризиса, их продали 8 штук.
В 1931 году, чтобы выйти из кризиса, фирма «Steyr» подписала соглашение с фирмой «Опель» о лицензионном производстве её дешевой модели 12В. Вариант фирмы «Steyr» получил обозначение 4,5/22PS и прозвище в народе «Stopel», что означало «пробка/затычка». Однако удалось продать 496 автомобилей, и фирма смогла встать на ноги. До конца 1932 года лицензию не продлили, потому что «Stopel» был дешевизной, а люди, которые могли купить лишь очень дешёвый автомобиль, не хотели, чтобы доступное авто выглядело как откровенная дешёвка. Кроме этого росло число продаж модели 30, которая за 1931 год была продана в количестве 2196 автомобилей, то есть продажи выросли в 550 раз.
В 1932 году была проведена незначительная модернизация серии 30. Появились 30E, она же 130 (это была та же модель 30 1930 года), 30S, она же 230, имевшая тот же двигатель и коробку, хотя двигатель был форсирован до 45 л. с., но в 230 была увеличена длина кузова почти на 32 см при той же базе, что и в 130, а также модель 30SL, или 330. Последний вариант имел тот же двигатель, что и 230, но база была увеличена на 28 см, а длина кузова достигала 4,66 м. Этот вариант строился только с кузовом лимузин и имел 3 ряда сидений; таких «топовых» вариантов построили за 2 года 55 штук, в отличие от 990 автомобилей, выпущенных на коротких базах. Через год на базе модели 30 появляется новая модель — 430. База автомобиля осталась та же, но изменился дизайн кузова, он стал более округлым. Модель 430 имела целый ряд кузовов, от открытых родстеров в закрытых лимузинов.

## Создание Steyr-Daimler-Puch
В 1934 году фирмы «Austro-Daimler-Puchwerke» и «Steyr Werke AG» объединились и создают фирму Steyr-Daimler-Puch. Автомобили марки «Austro-Daimler» в мае 1935 года исчезли с рынка, а после объединения под маркой «Steyr» появлилась новая серия автомобилей — 100. Этот маленький «Steyr» был разработан Эншке, который через год ушёл работать в фирму «Адлер». На тот момент он сконструировал 4-цилиндровый автомобиль с двигателем объёмом 1,4 л, который имел штампованную лёгкую раму и независимую подвеску всех колёс. Несмотря на свой маломощный двигатель — 32 л. с., за машиной осталась репутацию надёжного автомобиля, который «не пасует» на альпийских дорогах, то есть не перегревается при подъёмах и благодаря малому весу способен тянуть себя в горы. В то же время в серию ушёл и автомобиль, который был чуть больше в габаритах, чем модель 430, но двигатель, который имеет также 6 цилиндров и был увеличен в объёме всего до 2-х литров, имел мощность 50 л. с. Стилистически машина повторяла дизайн более мелкой серии 100.
В 1935 году на смену 430 приходит 530. Машина построена на базе 30SL/330 , то есть её база длиннее стандартной, кузов же увеличился на 60 см по сравнению с предшественницей, объём двигателя увеличен до 2,3 л, а мощность достигала уже 55 л. с.; машина должна стать топовой в модельном ряду фирмы в связи с исчезновением автомобилей марки «А-Д».
1936 год стал самым продуктивным по представлению новых или обновлённых моделей. Во-первых, модель 530 заменила более крупная, 5-метровая модель 630, которая имела тот же двигатель, что и предыдущая модель. Машина оставалась флагманом фирмы до начала Второй мировой войны. Во-вторых, была обновлена серия 100, колея была увеличена на 10 см, был установлен более крупный двигатель объёмом 1,5 л и мощностью 35 л. с.; в итоге появилась модель 200. У машины были также облагорожен интерьер салона и увеличено заднее стекло. В-третьих, более крупную серию 120 также модернизировали, снова увеличив колею на 10 см, поставив более мощный двигатель объёмом 2,1 л и мощностью 50 л. с. Эта модель шла только на экспорт, главным образом в Германии, где продается как «Steyr 125 Super». Всего было продано 200 таких автомобилей.
Главной же новинкой была модель «Steyr 50», или, как его ещё называли, Steyr-Baby. Это был маленький автомобиль, который сконструировал Карл Эншке ещё в ноябре 1935 года, до того как ушёл в «Адлер». Машина была оснащена 4-цилиндровым двигателем объёмом 1 л и мощностью 22 л. с., коробка передач была 4-ступенчатой, а подвеска всех колёс — независимой. Некоторые называли автомобиль «уродом», но он пользовался спросом на рынке. Несмотря на то, что машинка была дешёвой, она неплохо оснащалась: так, например, можно было заказать 2-цветную окраску кузова, хромированные бамперы, хромированные поручни на передних сиденьях, также имелся датчик уровня топлива и тахометр. В 1937 году на модель 125 установили новый двигатель объёмом 2,3 л и мощностью 55 л. с., она получила новый индекс — 220. Через год было проведено обновление модели 50, она получила новый индекс — 55; был увеличен до 1,1 л объём двигателя, мощность — до 25 л. с., в длине машина была увеличена на 6 см. Производство всех автомобилей прекратилось в 1940 году, за это время фирма успела выпустить 13 000 малышек серии 50/55.
В 1940 году фирма возобновила производство того, с чего начинала 80 лет назад, то есть оружия, но кроме оружия завод выпускает и военную транспортную технику, в частности Steyr 1500A. Директор фирмы, Георг Мейндл, был первым немецким промышленником, который начал использовать подневольный труд заключённых концлагерей. Сначала «работников» привозили из лагеря, расположенного в Маутхаузен-Гузене, но Мейндл в 1942 году написал письмо руководству СС с просьбой построить лагерные бараки непосредственно рядом с заводскими территориями для уменьшения транспортных расходов по доставке рабочей силы. Просьба была выполнена. Вскоре после «Steyr» использовать подобную рабочую силу стали и немецкие фирмы, в частности, « Мерседес-Бенц» и «МАН». Во время войны Фердинанд Порше конструировал гусеничную технику для фирмы «Steyr», например, такую, как Steyr RSO Raupenschlepper Ost.
После войны завод решил вернуться к производству гражданской техники. Сначала решили воскресить серию 50/55 , а также ряд прототипов, которые были построены ещё в 1940 году. В частности, «Steyr 70», который должен был иметь обтекаемый дизайн кузова, но на него планировалось ставить двигатель V8 объёмом 3,5 л с воздушным охлаждением, который сконструировал Порше и который использовался на военной технике. Планировалось также выпускать «Steyr 60» с двигателем V4 объёмом 1,8 л, однако дальше прототипов дело не пошло. В 1948 году «Austro-Daimler-Puch» подписала соглашение с фирмой «Fiat» о производстве их автомобилей; с 1949 по 1952 год фирма выпускала «Fiat 1100», 1400 и 500С, под маркой «Fiat-Steyr». Однако в 1952 году на базе «Fiat 1900» «Steyr» начала выпускать автомобиль, который продавался как «Steyr 2000». Кузов автомобиля был от «Fiat 1900», но двигатель был конструкции фирмы SDP, который агрегатировался с коробкой передач фирмы «Fiat». В зависимости от форсирования двигатели имели мощность от 65 до 85 л. с., подвеска была также конструкции фирмы «Steyr». В 1957 году появилась версия с двигателем объёмом 2,3 л и мощностью 95 л. с. — «2300 Sport».

## Прекращение производства автомобилей Steyr
В 1957 году производство автомобилей перенесли на мощности завода Puch, которые находились в городе Грац.

## Компания Puch
Йохан Пух в 1889 году поступил на работу в велосипедную фабрику «Fahrradfabrikation Strauchergasse 18 a», а через 10 лет основал своё предприятие — J. Puch — Erste steiermärkische Fahrrad-Fabriks-AG. Тогда же он начал строить мотоциклы, в 1901 году каталог продукции пополнился двигателями. Через три года Пух решил войти на автомобильный рынок, в 1906 году приглашённый им инженер Карл Слефогт построил первый автомобиль фирмы — 8/9PS. Он был 2-цилиндровым. Уже через год появились 4-цилиндровые автомобили серии 12/18PS.В 1909 году 4-литровый автомобиль марки «Puch» установил мировой рекорд по максимальной скорости — машина развила скорость 130,4 км/ч.
В 1912 году появилась модель с двигателем объёмом 3,5 л — VII 28/38PS.
Во время Первой мировой войны «Puch» поставляла в австро-венгерскую армию транспортную технику — велосипеды и мотоциклы, а также немногочисленные автомобили.
В 1919 году фирма «Puch» выпустила две модели: «Тип 12» с 4-цилиндровым двигателем объёмом 1,6 л и гоночный автомобиль 40/45PS, который, однако, не принес успеха фирме.
В 1923 году фирма «Puch» полностью переключилась на производство велосипедов и мотоциклов.
В 1928 году фирма объединилась с фирмой Austro-Daimler.

## Автомобили Steyr-Puch
Автомобили с эмблемой «Puch» не выпускались до 1957 года, когда автомобильное производство концерна было перенесено в Грац, на завод фирмы Puch. Это был «Штейр-Puch 500», кузов автомобиля был копией Fiat Nuova 500, но двигатель был разработан Ферри Порше. Это был 2-цилиндровый боксер объёмом в 500 см³, при этом работал ровнее, чем фиатовский двигатель, и к тому же был, как считалось, более надёжным, хотя выдавал мощность всего 16 л. с. В 1959 году машину модернизировали, на неё стали ставить мягкий люк. Эти машины получили индекс D. Вариант DL, ко всему, прочему получил форсированный двигатель мощностью 20 л. с. Эти машины поставлялись не только в Германию, но и в Японию и в США, а в Финляндии продавались через дилеров фирмы Sisu. В 1959 году Эрих Ледвинка, сына Ганса, сконструировал полноприводный лёгкий автомобиль для нужд военных и полиции. Он имел объём двигателя в 640 см³ и 2 цилиндра и вскоре быстро обрёл популярность не только у полицейских и солдат, но и в гражданского населения в разных странах мира. Кроме открытого кузова можно было купить и автомобили с стеклопластиковой кабиной. В 1960 году на базе модели 500 появился кузов универсал — 700, Его двигатель был позаимствован у «Хафлингера» и имел мощность 20—25 л. с.
В 1971 году появился крупный внедорожник «Pinzgauer», который имел, в отличие от «Haflinger» с задним двигателем, переднемоторную компоновку; в зависимости от заказа машина могла иметь 2 (710, позже 716) или 3 (712, позже 718) моста. Двигатели сначала были бензиновыми объёмом 2,5 л, позже появились двигатели объёмом 2,7 л и мощностью от 85 до 105 сил. В основном эти машины поставлялись армии. Эту машину также разработал Эрих Ледвинка. Их выпуск прекратился в 2000 году. В 1962 году на рынок вышел обновлённый легковой автомобиль Steyr-Puch 650. Двигатель был увеличен в объёме до 660 см³, а спортивные версии этой машины развивают имели мощность до 41 л. с., в то время как гражданский вариант имел всё те же 20 л. с. В 1966 году поляк Собеслав Засада получил чемпионский титул в группе G2 на международном чемпионате мира по ралли, выступая на Steyr-Puch 650 TR II. Последней малолитражкой фирмы стал Steyr-Puch 126. Он оснащался кузовом от Fiat 126, однако, двигатель был 660-кубовым, известным ещё с модели 650. Машина имела мощность 25 л. с. и выпускалась с 1973 по 1975 год.
Широкую известность получила всего одна модель внедорожника, которую сконструировали инженеры Steyr-Daimler-Puch и прямые потомки которой до сих пор выпускаются на заводах фирмы «Puch» в Граце, — Puch G, более известная как Меrcedes-Benz G-Klasse. Эту машину начали проектировать ещё в 1972 году по заказу иранского шаха (проект Explorer), но из-за иранской революции внедорожник серии W460 (1979-1990) предложили уже европейским армиям. В 1977 году было образовано СП Geländefahrzeug Gesellschaft mbH (GfG) с 50-процентной долей Daimler-Benz AG со штаб-квартирой в Граце для выпуска внедорожника Mercedes-Benz G-класс/Puch G, где немецкий концерн отвечал за силовые установки, а шасси, кузов и финальную сборку машины производили в Австрии (в 1981-м СП было полностью выкуплено немецкой стороной, а Steyr-Daimler-Puch стал чисто контрактным производителем). 
На гражданском рынке внедорожник Mercedes-Benz G-класс/Puch G впервые представили в феврале 1979 года. Производимые в Граце внедорожники в ряде стран: Австрии, Швейцарии, Лихтенштейне, Югославии и ее странах-преемниках (Сербии, Словении, Хорватии, Македонии, Боснии-Герцеговине), Великобритании (W 461), а также в некоторых регионах Африки продавались как Puch G, хотя большая часть машин (90%) до 2000 года несла на себе трёхлучевую звезду Mercedes-Benz, а после этого тюнинговый центр Magna в Граце продолжает предлагать соответствующие символы для последующей визуальной конверсии машины в Puch G, в том числе и версий с мощными двигателями ателье AMG.
С августа 2023 года в Граце стало выпускаться новое поколение военного внедорожника W464, сменившего серию W462 (ранее в 1990-2001 гг. W461), а гражданская модель W463 (1990-2018) была заменена на новое поколение W463 MOPF (хотя и в прежнем формфакторе) в 2018 году, которое после глубокой модернизации с весны 2024 года производится как серия W465.

## Компания Magna-Steyr
С 2001 года существует фирма Magna Steyr Fahrzeugtechnik AG & Co KG, которая продолжает выпускать легковые автомобили на заводах в городе Грац. Однако она уже давно не имеет эмблемы Steyr-Puch. В разное время на мощностях завода выпускались такие машины, как VW Transporter T3 4x4, VW Golf Country, длиннобазовые Audi V8L, американские автомобили для европейского рынка: Jeep Grand Cherokee, Jeep Commander, Chrysler Voyager/Grand Voyager, Chrysler 300C, полноприводные «Мерседесы Е класса», кабриолеты «Saab 9-3» предпоследнего поколения, хотя до этого их делали на «Валмет» в Финляндии. Немецкие «BMW X3» также изготавливались на заводах Puch. Ныне на заводе производятся автомобили Peugeot RCZ, Mini Countryman и Aston Martin Rapide.

## Продукция компании

### Легковые автомобили (1920—1959)
| Модель                             | Годы выпуска | Количество цилиндров | Рабочий объём, см³ | Мощность, л. с. (кВт) | Максимальная скорость, км/ч |
| ---------------------------------- | ------------ | -------------------- | ------------------ | --------------------- | --------------------------- |
| II (12/40 PS)                      | 1920—1924    | 6, рядный            | 3325               | 40 (29)               | 100                         |
| IV (7/23 PS)                       | 1922—1924    | 4, рядный            | 1814               | 23 (17)               | 80                          |
| VI Klausen Sport (19/145 PS)       | 1922—1924    | 6, рядный            | 4900               | 145 (107)             | до 150                      |
| 60 / VI (12/60 PS)                 | 1922—1926    | 6, рядный            | 3325               | 60 (44)               | 120                         |
| V (12/40 PS)                       | 1924—1925    | 6, рядный            | 3325               | 40 (29)               | 110                         |
| VII (12/50 PS)                     | 1925—1929    | 6, рядный            | 3325               | 50 (37)               | 100                         |
| XII (6/30 PS)                      | 1926—1929    | 6, рядный            | 1568               | 30 (22)               | 85                          |
| VI Sport (15/80 PS)                | 1928         | 6, рядный            | 4014               | 80 (59)               | 130                         |
| VI Sport (17/100 PS)               | 1928         | 6, рядный            | 4400               | 100 (74)              | 135                         |
| XVI (15/70 PS)                     | 1928—1929    | 6, рядный            | 4014               | 70 (51)               | 110                         |
| Austria (21/100 PS)                | 1929         | 6, рядный            | 5295               | 100 (74)              | 120                         |
| XX (8/40 PS)                       | 1929         | 6, рядный            | 2070               | 40 (29)               | 90                          |
| 30 / XXX / 130 (8/40 PS)           | 1930—1932    | 6, рядный            | 2078               | 40 (29)               | 90                          |
| 30 Typ 45 Taxameter (8/40 PS)      | 1930—1933    | 6, рядный            | 2078               | 40 (29)               | 90                          |
| 30 S / 230 (8/45 PS)               | 1932         | 6, рядный            | 2078               | 45 (33)               | 110                         |
| Steyr-Opel («Stoppel») (4,5/22 PS) | 1932         | 4, рядный            | 1169               | 22 (16,2)             |                             |
| 30 SL / 330 (8/45 PS)              | 1932—1933    | 6, рядный            | 2078               | 45 (33)               | 95                          |
| 430                                | 1933—1935    | 6, рядный            | 2078               | 45 (33)               | 110                         |
| 100                                | 1934—1936    | 4, рядный            | 1385               | 32 (23,5)             | 100                         |
| 120 Super                          | 1935—1936    | 6, рядный            | 1990               | 50 (37)               | 120                         |
| 530                                | 1935—1936    | 6, рядный            | 2260               | 55 (40)               | 105                         |
| 125 Super                          | 1936—1937    | 6, рядный            | 2078               | 50 (37)               | 120                         |
| 50 («Steyr-Baby»)                  | 1936—1938    | 4, оппозитный        | 984                | 22 (16,2)             | 90                          |
| 200                                | 1936—1940    | 4, рядный            | 1498               | 35 (25,7)             | 100                         |
| 630                                | 1937—1939    | 6, рядный            | 2260               | 55 (40)               | 100                         |
| 220                                | 1937—1941    | 6, рядный            | 2260               | 55 (40)               | 120                         |
| 55 («Steyr-Baby»)                  | 1938—1940    | 4, оппозитный        | 1158               | 25,5 (18,8)           | 95                          |
| 2000                               | 1953—1959    | 4, рядный            | 1997               | 65—86 (48—63)         | 135                         |
| 2300 Sport                         | 1956—1959    | 4, рядный            | 2260               | 95 (70)               | 160                         |
| Steyr-Puch 500                     | 1957—1973    | 2, оппозитный        | 493                | 16 (11,8)             | 100                         |

В музее Automobilmuseum Aspang, расположенном в нижнеавстрийском городе Аспанг-Маркт, представлены автомобили моделей Steyr XX, Steyr 30/Typ 45, Steyr 50, Steyr 100, Steyr 200, Steyr 220 и Steyr 530 а также Steyr-Opel 1932 года, Steyr-Puch 500 DL 1959 года и грузовой Steyr 40 (1931 год).

### Грузовые автомобили (Lastkraftwagen, LKW)
Первым грузовиком был Typ III, выпускавшийся с 1920 года. В середине 1960-х производственная программа включала 21 конструкцию, основанную на пяти различных базовых типах (380, 480, 586, 680 и 780) а также различные специальные кузова, такие как цистерны, бункеры, пожарные машины и мусоровозы. Полезная нагрузка составляла от 4 до 8 тонн, выпускались как капотные машины, так и бескапотные (тип 780). Двигатели были 5,3-литровыми 4-цилиндровыми (380, 480) или 6-литровыми 6-цилиндровыми.
В 1990 году подразделение грузовых автомобилей было продано компании MAN, грузовики MAN до начала 2000-х годов могли по заказу поставлялись с эмблемой Steyr на решётке радиатора.
- Typ XII
- Typ XVII
- Typ 40
- Typ 6x4
- Haflinger
- Pinzgauer
- Noriker
- Typ 270
- Typ 260
- Typ 370
- Typ 380
- 380-480 Serie
- 580-586 Serie
- 680-880 Serie
- Typ 680M
- Steyr 90-Plus Serie
- 590-690 Serie
- Typ 91
- 591-691 Serie
- Typ 92
- Typ 12M18

### Бронетехника
- Raupenschlepper Ost
- Kürassier
- Pandur I
- Saurer
- ASCOD
- Greif A1